# Matúš Vojtko
Matúš Vojtko (Michalovce, 5 ottobre 2000) è un calciatore slovacco, difensore dello Slovan Bratislava.

## Caratteristiche tecniche
È un terzino sinistro.

## Carriera

### Club
Cresciuto nel settore giovanile dello Zemplín Michalovce, ha esordito in prima squadra il 5 agosto 2018 disputando l'incontro di Superliga perso 2-1 contro lo Slovan Bratislava

### Nazionale
Ha giocato nelle nazionali giovanili ceche Under-17 ed Under-19.

## Palmarès

### Club

#### Competizioni nazionali
- Campionato slovacco: 2

Slovan Bratislava: 2021-2022, 2024-2025